# Camellia salicifolia
Camellia salicifolia là một loài thực vật có hoa trong họ Theaceae. Loài này được Champ. ex Benth. mô tả khoa học đầu tiên năm 1851.